# Кориліс сулуйський
Кори́ліс сулуйський (Loriculus sclateri) — вид папугоподібних птахів родини Psittaculidae. Ендемік Індонезії. Раніше вважався конспецифічним з молуцьким корилісом. Вид названий на честь британського орнітолога Філіпа Склейтера.

## Підвиди
Виділяють два підвиди:
- L. s. ruber Meyer, AB & Wiglesworth, 1896 — острови Пеленг і Банггі[en];
- L. s. sclateri Wallace, 1863 — Сула[en].

## Поширення і екологія
Сулуйські кориліси мешкають на кількох островах на схід від Сулавесі. Вони живуть в тропічних лісах і чагарникових заростях. Зустрічаються на висоті до 450 м над рівнем моря.